# Adria Mobil/2005
Deze pagina geeft een overzicht van de Adria Mobil wielerploeg in 2005.

## Renners
| Naam                         | Geboortedatum    | Nationaliteit | Ploeg 2004 |
| ---------------------------- | ---------------- | ------------- | ---------- |
| Saso Barantin                | 19 maart 1986    | Slovenië      | Onbekend   |
| Janez Brajkovič (tot 24/07)  | 18 december 1983 | Slovenië      | Onbekend   |
| Jure Bregar                  | 5 april 1985     | Slovenië      | Onbekend   |
| Robert Kišerlovski           | 9 augustus 1986  | Kroatië       | Onbekend   |
| Bogdan Muska                 | 18 december 1986 | Slovenië      | Onbekend   |
| Vid Ogris                    | 3 januari 1985   | Slovenië      | Onbekend   |
| Primoz Segina                | 11 januari 1985  | Slovenië      | Onbekend   |
| Simon Špilak                 | 23 juni 1986     | Slovenië      | Onbekend   |
| Miha Svab                    | 20 april 1984    | Slovenië      | Onbekend   |
| Matej Zorko                  | 1 april 1982     | Slovenië      | Onbekend   |
| Simon Zupancic (vanaf 22/06) | 25 november 1986 | Slovenië      | Onbekend   |

## Kalender (profwedstrijden)
| Wedstrijd          | Datum            | Categorie |
| ------------------ | ---------------- | --------- |
| Ronde van Trentino | 19-22 april 2005 | 2.1       |
| GP Kanton Aargau   | 5 juni 2005      | 1.HC      |
| Ronde van Slovenië | 9-12 juni 2005   | 2.1       |

## Overwinningen
| Wedstrijd                       | Datum         | Categorie | Winnaar         |
| ------------------------------- | ------------- | --------- | --------------- |
| 3e etappe Istrian Spring Trophy | 20 maart 2005 | 2.2       | Janez Brajkovič |
| 6e etappe Ronde van Thüringen   | 13 mei 2005   | 2.2       | Miha Svab       |

2005 · 2006 · 2007 · 2008 · 2009 · 2010 · 2011 · 2012 · 2013 · 2014 · 2015 · 2016